# Gewone eikenvouwmot
De gewone eikenvouwmot (Phyllonorycter quercifoliella) is een vlinder uit de familie mineermotten (Gracillariidae). De wetenschappelijke naam is voor het eerst geldig gepubliceerd in 1839 door Zeller.

## Kenmerken
De motten behoren tot de kleine vlinders en bereiken een spanwijdte van 7-9 mm. De voorvleugels van de motten hebben een wit en bruin gestreept patroon. De witte strepen zijn aan één kant grijs omrand. Een karakteristieke lengteband loopt vanaf de basis centraal over meer dan de helft van de vleugellengte.

## Voorkomen
Phyllonorycter quercifolella wordt gevonden in het westelijke Palearctisch gebied. De soort is wijdverbreid in Europa. Het ontbreekt alleen op verschillende mediterrane eilanden. De soort is ook vertegenwoordigd in Noord-Afrika en het Midden-Oosten.

## Levenswijze
Phyllonorycter quercifolella vormt twee generaties per jaar. De motten worden meestal waargenomen in april en mei en in de nazomer in augustus en september. Waardplanten van de mottensoorten zijn verschillende eiken (Quercus), waaronder de zomereik (Quercus robur) en de wintereik (Quercus petraea). 
De rupsen ontwikkelen zich in een mijn aan de onderkant van de bladeren 
van hun waardplanten. Ze creëren een vouwmijn onder het oppervlak. De onderepidermis heeft één scherpe vouw. De rups verpopt zich in de mijn. De soort overwintert als pop. De cocon van de zomergeneratie is geheel bedekt met frass en zit alleen vast aan het dak van de mijn. In de herfstgeneratie wordt frass verwerkt in de zijkanten en achterkant van de cocon en wordt de cocon zowel aan het dak als aan de vloer van de mijn bevestigd.